# Antonov An-30
Dimensions
L'Antonov An-30 (Code OTAN : Clank) est un avion biturbopropulseur dérivé de l'An-24, destiné à la reconnaissance et à la cartographie.

## Conception
Nommé au début An-24FK, il a été créé au début des années 1970 pour remplacer les Li-2, Il-14 et An-2. Il effectua son premier vol en 1974. Le nombre exact d'An-30 produits n'est pas connu, mais il fut livré à une dizaine de pays.

## Description
À la différence de l'An-24, le radar a été déplacé vers le dessous du fuselage (comme sur l'Il-76) pour faire place au nez vitré de la cabine du navigateur-photographe. À cause de celle-ci, le cockpit se situe plus haut pour garder un champ de vision acceptable. Autres différences, la porte et la rampe de chargement arrières ont disparu. L'An-30 possède en outre des appareils photographiques sous le ventre, une porte cargo à tribord et un laboratoire de traitement de films.

## Engagements/utilisations
L'An-30 a participé à la guerre d'Afghanistan et aux guerres de Tchétchénie. Il participe au programme Ciel ouvert[réf. nécessaire].

## Versions
- An-30 : Version standard de surveillance aérienne ;
- An-30B : Version améliorée utilisée par les forces aériennes russes.
- An-30M : Version surnommée « nettoyeur du ciel » en raison de sa mission qui consiste à libérer des capsules de CO2[réf. nécessaire] dans les nuages afin de les décharger de leur eau au-dessus des feux de forêt ou de répartir les précipitations sur de vastes régions. Pour ce faire il emporte 8 récipients de granulés de CO2 et six récipients extérieurs pouvant larguer 384 cartouches météorologiques.

## Sources
- (ru) N. Iakoubovitch, Tous les avions de O.K Antonov
- Pierre Gaillard, Avions et hélicoptères militaires d'aujourd'hui, Clichy, Éditions Larivière, coll. « DOCAVIA », 1999, 304 p. (ISBN 978-2-907051-24-8, BNF 37045558)